# Ralph Lyonel Brydges
Ralph Lyonel Brydges (Cheltenham, 1856 – Daytona Beach, 18 aprile 1946) è stato un pastore protestante inglese.
Da taluni fu indicato come il pluriomicida pedofilo che tra il 1923 e il 1928, a Roma, aggredì, stuprò (in otto casi) e talvolta uccise (in cinque casi) alcune bambine dopo averle rapite, sebbene persistano diversi dubbi in merito. Per questa catena di delitti fu inizialmente e ingiustamente arrestato Gino Girolimoni. Brydges non fu mai condannato o processato per questi reati poiché il regime fascista non voleva incrinare i rapporti diplomatici con il Regno Unito.

## Biografia
Originario dell'Inghilterra, Brydges fu diacono della chiesa anglicana e nel periodo compreso tra il 1910 e lo scoppio della prima guerra mondiale prestò servizio a New York, dove venne più volte denunciato alle autorità locali per molestie su minori. Rientrato in Inghilterra, durante il conflitto svolse l'ufficio di cappellano militare e riportò una grave ferita alla testa. È al 1922 che risale l'arrivo a Roma, dove occupò, con la moglie Florence Caroline Jarvis, un appartamento in via Po fino alla primavera del 1927. Esercitò qui il ministero di pastore della Holy Trinity Church of England di via Romagna. In questo lasso di tempo si consumarono nella capitale gli atroci delitti a opera di quello che la stampa battezzò "il mostro di Roma".
Il 24 aprile 1927, mentre si trovava in vacanza a Capri, l'uomo venne tratto una prima volta in arresto dal questore dell'isola, dopo esser stato sorpreso a molestare una bambina inglese residente presso il suo stesso albergo. Il commissario di Capri si convinse che l'uomo aveva un profilo compatibile con quello del maniaco che si aggirava per la capitale in quei giorni ed era insospettito dal fermo rifiuto che Brydges opponeva al prelievo delle impronte digitali.
Tuttavia, la nazionalità inglese (e quindi i buoni rapporti all'epoca intercorrenti tra il regime fascista e il governo britannico) e la discrepanza tra l'età effettiva del pastore in quel momento e quella del maniaco (fissata grossomodo intorno ai 40 anni) spinsero il console inglese di Napoli a fare pressioni per il suo rilascio, che infine avvenne il 7 maggio dello stesso anno. Questo bastò perché Brydges e la moglie si dileguassero rapidamente e facessero ritorno a Roma dove, nonostante una segnalazione alla questura, se ne persero le tracce.
Il 13 aprile 1928, mentre Brydges si trovava a bordo di una nave proveniente dall'Africa portoghese, ormeggiata al porto di Genova e diretta in Canada, il commissario Giuseppe Dosi (al quale si deve il merito di aver continuato le indagini nonostante il clima di ostracismo dello Stato italiano) lo raggiunse a bordo per interrogarlo. Dosi era arrivato a lui in seguito all'audizione della cameriera della casa romana dei Brydges ed era giunto alla conclusione che il ricercato era un uomo con precedenti in reati di tipo sessuale, di statura superiore alla media italiana del tempo, di mezza età, dall'accento straniero e che occasionalmente cambiava colore di capelli e baffi. Durante la perquisizione della cuccetta di Brydges il commissario trovò appunti che facevano riferimento a tempi e luoghi dei delitti (fra cui «Piazza S. Pietro» da cui fu rapita Rosina Pelli, e «Charleri»: cognome di un'altra vittima) e soprattutto fazzoletti cifrati somiglianti a quello ritrovato vicino al corpo della Pelli. In più constatò di persona ciò che anche il commissario di Capri gli aveva riferito: la mano sinistra di Brydges, fatta eccezione per un dito, era totalmente paralizzata.
Il commissario Dosi poté poi porre al sospettato una domanda importante: era a conoscenza del fatto che accanto al corpo di una delle povere vittime, la piccola Armanda Leonardi, erano state rinvenute pagine accartocciate e bruciacchiate di un catalogo ascetico in lingua inglese. Ebbene, alla domanda se Brydges solesse ordinare cataloghi di arte sacra e libri ascetici, la risposta fu: "Yes! From Mowbray Library!". Tuttavia, Brydges non era il solo acquirente di quella libreria e l'area del ritrovamento della Leonardi era intensamente frequentata, all'epoca, da religiosi. Malgrado le proteste del console britannico, presente all'evento, e il tentativo di far salpare il piroscafo, con questi elementi fu possibile trarre il pastore in arresto e recluderlo successivamente presso un istituto psichiatrico, dove venne sottoposto a perizia. La conclusione fu che il soggetto non era socialmente pericoloso. Pertanto, viste anche le continue pressioni della Chiesa anglicana e delle autorità consolari britanniche per la liberazione di Brydges, dopo soli tre mesi l'uomo venne scarcerato e inviato a Toronto (Canada).
Il 23 ottobre 1929 Brydges venne prosciolto in istruttoria con formula piena dalla corte d'appello di Roma. L'uomo però aveva già lasciato da tempo l'Italia, per non farvi mai più ritorno. Ufficialmente, quindi, i delitti del "mostro di Roma" sono insoluti. Grazie alle indagini di Dosi, però, si fortificò il sospetto che negli anni precedenti il soggiorno a Roma l'uomo si fosse reso colpevole di altri omicidi nei paesi in cui aveva soggiornato. Tutti i delitti (uno a Ginevra, un altro in Germania e due a Johannesburg in Sudafrica) erano vagamente accomunati per modalità e caratteristiche e, naturalmente, dal fatto che erano rimasti insoluti. In realtà, a dispetto delle indagini di Dosi, Brydges non parlava italiano, non disponeva di un'automobile, indispensabile per commettere i crimini a così grande distanza dal luogo di prelevamento delle vittime, e i testimoni diedero indicazioni troppo confuse per poter risalire univocamente a lui come a chiunque altro. Al momento di uno dei delitti era inoltre in vacanza al nord Italia; si trattava comunque di un molestatore di bambine, non di un assassino. Era cioè un pedofilo, ma che non arrivava a uccidere.
Sempre grazie al lavoro investigativo di Dosi si deve la riabilitazione pubblica, anche se tardiva, dell'indiziato principale dei delitti, Gino Girolimoni, ingiustamente accusato e poi prosciolto nel silenzio dei giornali e talvolta ancora oggi ricordato come "il Mostro".